# ریهوبوت (نیومکزیکو)
ریهوبوت (به انگلیسی: Rehoboth) یک منطقهٔ مسکونی در ایالات متحده آمریکا است که در شهرستان مک‌کینلی واقع شده‌است. ریهوبوت ۲٬۰۰۵٫۹۱ متر بالاتر از سطح دریا واقع شده‌است.